# Dariusz Janczewski
Dariusz Janczewski (ur. 14 lipca 1958) – polski lekkoatleta, specjalizujący się w biegach średniodystansowych.

## Osiągnięcia
- Mistrzostwa Polski seniorów w lekkoatletyce
  - Zabrze 1981 – brązowy medal w biegu na 1500 m
  - Lublin 1982 – srebrny medal w sztafecie 4 × 400 m
  - Bydgoszcz 1983 – srebrny medal w biegu na 1500 m

- Halowe mistrzostwa Polski seniorów w lekkoatletyce
  - Zabrze 1982 – srebrny medal w biegu na 1500 m

## Rekordy życiowe
- bieg na 800 metrów
  - stadion – 1:48,60 (Zabrze 1980)
- bieg na 1000 metrów
  - stadion – 2:22,10 (Spała 1980)
- bieg na 1500 metrów
  - stadion – 3:39,56 (Lublin 1982)